# リチャード・エドソン
リチャード・エドソン（Richard Edson、1954年1月1日 - ）は、アメリカ合衆国の俳優、元ドラマー。
ニューヨーク州ニューロシェル出身。
ロックバンドソニック・ユースのドラマーとして1981年から1982年まで活動、1982年に脱退して俳優に転向した。

## 主な出演作品
- ストレンジャー・ザン・パラダイス Stranger Than Paradise (1984)
- 特捜刑事マイアミ・バイス Miami Vice (1985) テレビドラマ
- マドンナのスーザンを探して Desperately Seeking Susan (1985)
- フェリスはある朝突然に Ferris Bueller's Day Off (1986)
- ハワード・ザ・ダック/暗黒魔王の陰謀 Howard the Duck (1986)
- プラトーン Platoon (1986)
- ウォーカー Walker (1987)
- グッドモーニング, ベトナム Good Morning, Vietnam (1987)
- エイトメン・アウト Eight Men Out (1988)
- タファー・ザン・レザー Tougher Than Leather (1988)
- デッドシート/ 地獄への直流電気椅子 The Chair (1988)
- ワンナイト・オブ・ブロードウェイ Bloodhounds of Broadway (1989)
- ドゥ・ザ・ライト・シング Do the right thing (1989)
- 弁護士シャノン/シャノンの賭け Shannon's Deal (1989) テレビ映画
- のるかそるか Let It Ride (1989)
- 弁護士シャノン Shannon's Deal (1990-1991) テレビドラマ
- myベスト・フレンズ Eyes of an Angel (1991)
- 黒豹のバラード Posse (1993)
- スーパーマリオ 魔界帝国の女神 Super Mario Bros. (1993)
- What About Me What About Me (1993)
- 完全犯罪 Love, Cheat & Steal (1993)
- 愛しのジャイアント・ウーマン Attack of the 50 Ft. Woman (1993) テレビ映画
- 陪審員だよ、全員集合! Jury Duty (1995)
- ジョニー・デスティニー Destiny Turns on the Radio (1995)
- ストレンジ・デイズ/1999年12月31日 Strange Days (1995)
- あなたに言えなかったこと Cosas que nunca te dije (1996)
- ザ・ウィナー The Winner (1996)
- ワンナイト・ウェディング Wedding Bell Blues (1996)
- シェイド An Occasional Hell (1996)
- ファイヤーワークス This World, Then the Fireworks (1997)
- ザ・クリーナー Double Tap (1997)
- ルル・オン・ザ・ブリッジ Lulu on the Bridge (1998)
- ゴースト・アウトローズ Purgatory (1999) テレビ映画
- シック・アズ・シーヴス Thick as Thieves (1999)
- エグゼクティブ・バトル Jack of Hearts (1999)
- ミリオンダラー・ホテル The Million Dollar Hotel (2000)
- タイムコード Timecode (2000)
- ヴァージン・ハンド Picking Up the Pieces (2000)
- サウスランダー Southlander: Diary of a Desperate Musician (2001)
- サンシャイン・ステイト Sunshine State (2002)
- アパートメント5C室 Apartment #5C (2002)
- スタスキー&ハッチ Starsky and Hutch (2004)
- ランド・オブ・プレンティ Land of Plenty (2004)
- フランケンフィッシュ Frankenfish (2004) テレビ映画
- 庭から昇ったロケット雲 The Astronaut Farmer (2006)
- レディ・トランスボーダー Cut Off (2006)
- ファイナル・ミッション Columbus Day (2008)
- ブラック・ダイナマイト Black Dynamite (2009)
- チャールズ・スワン三世の頭ン中 A Glimpse Inside the Mind of Charles Swan III (2012)
- Averageman (2012)
- Dark Hearts (2014)
- 3 Holes and a Smoking Gun (2015)
- Dutch Book (2015)
- Burning Shadow (2018)
- スリー・フロム・ヘル 3 from Hell (2019)